# Vernancourt

Vernancourt este o comună în departamentul Marne, Franța. În 2009 avea o populație de 76 de locuitori.